# UD Almería Stadium

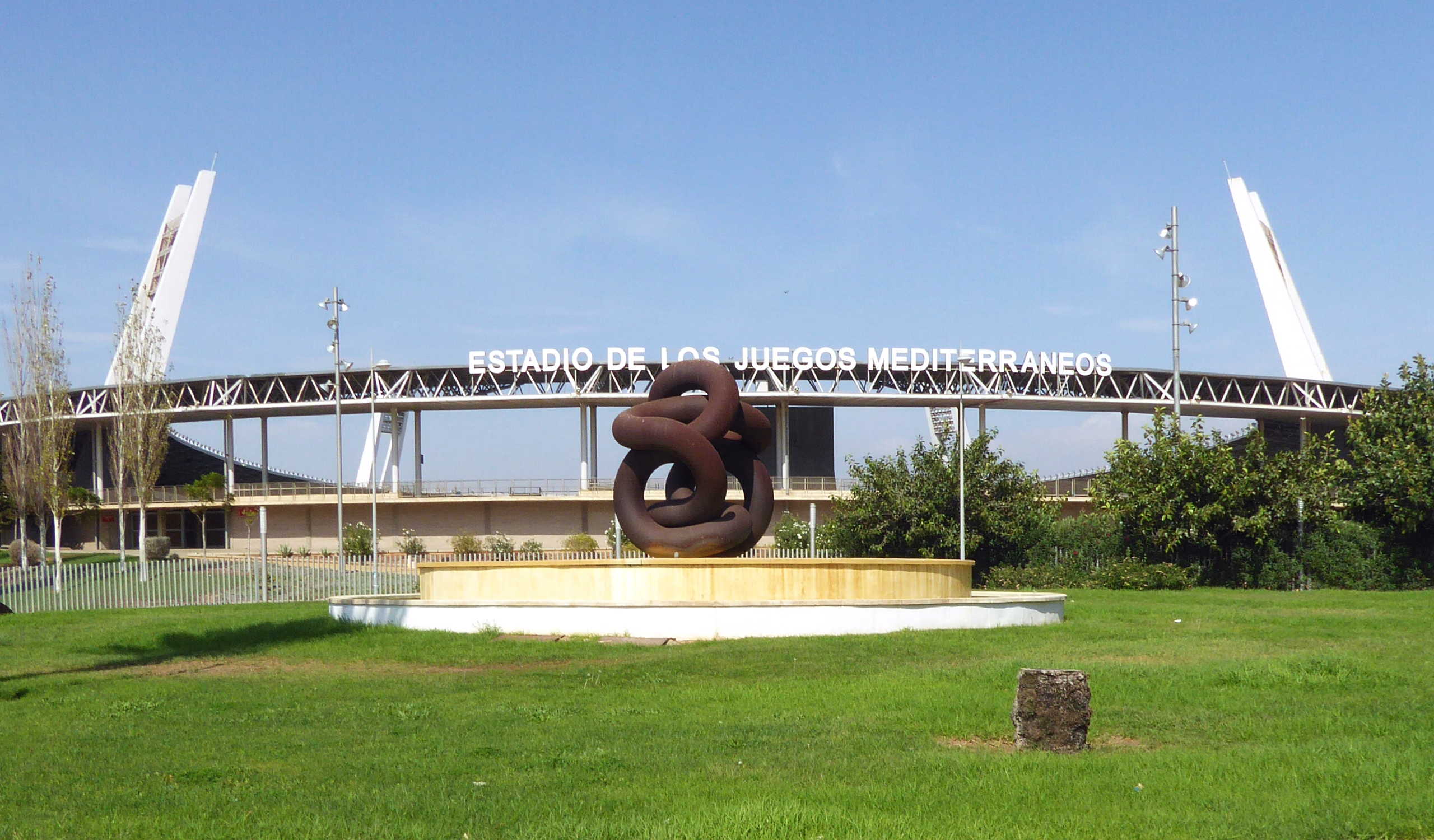
Estadio de los Juegos Mediterráneos

L'UD Almería Stadium, est une enceinte sportive située à Almería en Espagne. Le stade est, depuis son inauguration en 2004, utilisé par le club de football de l'UD Almería.
L'UD Almería Stadium est le vingt-sixième stade d'Espagne en termes de places disponibles, derrière le Stade El Sardinero, avec une capacité de 15 200 spectateurs. 